# 593
Évszázadok: 5. század – 6. század – 7. század
Évtizedek: 540-es évek – 550-es évek – 560-as évek – 570-es évek – 580-as évek – 590-es évek – 600-as évek – 610-es évek – 620-as évek – 630-as évek – 640-es évek
Évek: 588 – 589 – 590 – 591 –  592 – 593 – 594 – 595 – 596 – 597 – 598

## Események

### Bizánci Birodalom
- Priszkosz, a balkáni seregek főparancsnoka a Dunától délre legyőzi a szlávokat, majd átkel a folyón, hogy feldúlja a hátországukat. Télen Maurikiosz császár parancsa ellenére nem marad a nagyrészt lakatlan, mocsaras területen, hanem visszahúzódik Odesszoszba (Várna). A szlávok ezt kihasználva betörnek bizánci területre.
- Gregoriosz antiokheiai pátriárka meghal a köszvényére szedett gyógyszertől. Maurikiosz császár visszahelyezi székébe a korábbi pátriárkát, I. Anasztaszioszt, akit korábban II. Iusztinosz császár mozdított el onnan.

### Európa
Kitör a frank belháború. II. Childebert austrasiai és burgundiai király megtámadja a 8 éves neustriai II. Chlothart. Utóbbi anyja és régense, Fredegund a droizyi csatában ravasz csellel legyőzi a túlerőben levő ellenséget. 
- Meghal Creoda, Mercia királya. Utóda fia, Pybba.

### Japán
- Szuiko császárnő formálisan is trónra lép. Átköltözteti az udvart Aszukába (innen kapta a nevét a japán történelem Aszuka-kora) és az állam kormányzásához kinevezi régensnek unokaöccsét, Sótokut. Sótoku aktívan terjeszti a buddhista hitet, központi kormányt alakít ki és kiadja a tizenhét cikkelyes alkotmányt, az ország első alaptörvényét.
- Sótoku herceg koreai építészek segítségével felépítteti Japán első, máig fennmaradt buddhista templomát, a Sitennó-dzsit ("Négy mennyei király temploma").

## Születések
- Dzsomei, japán császár
- Zajnab bint Dzsahs, Mohamed próféta hetedik felesége

## Halálozások
- Ceawlin, wessexi király
- Creoda, merciai király
- Inó Anasztaszia, II. Tiberiosz bizánci császár felesége

## Fordítás
- Ez a szócikk részben vagy egészben  a(z)   593 című angol Wikipédia-szócikk ezen változatának fordításán alapul.  Az eredeti cikk szerkesztőit annak laptörténete sorolja fel. Ez a jelzés csupán a megfogalmazás eredetét és a szerzői jogokat jelzi, nem szolgál a cikkben szereplő információk forrásmegjelöléseként.